# Järvamaa-museum
Het Järvamaa-museum is een museum in de Estse stad Paide, gewijd aan de geschiedenis van de provincie Järvamaa. Opgericht op 31 juli 1905, ontstond het uit een initiatief genaamd het Torenbouwcomité, dat zich toelegde op het herstellen van de middeleeuwse toren en het omvormen van de nabij gelegen kasteelruïne tot een recreatiepark. In 1904 leidde de bezorgdheid over het verlies van historische vondsten tot de oprichting van de Vereniging tot Behoud van Oudheden in Järvamaa. Het museum, gevestigd in de stadsschool van Paide, opende op 31 juli 1905 zijn deuren met een tentoonstelling van geselecteerde items uit 498 musea. Gedurende de jaren heeft het museum verschillende veranderingen ondergaan, waaronder een evacuatie in 1941 en een renovatie in de jaren 1990. In 2005 vierde het zijn 100e verjaardag met de opening van nieuwe permanente tentoonstellingen, aangedreven door verzamelactiviteiten uit de jaren 1990. Tegenwoordig beheert het museum ook Kasteel Paide en het Wittenstein Activiteitencentrum.
Järvamaa-museum · Kasteel Paide · Wittenstein Activiteitencentrum